# Thermal Science (часопис)
Thermal Science је научни часопис који излази од 1997. године и публикује радове из области термотехнике и сродних наука. 

## О часопису
Часопис излази само на енглеском језику. Сваки објављени рад је добио најмање две позитивне рецензије. Штампање часописа суфинансира Министарство просвете, науке и технолошког развоја.

### Историјат
Часопис је 1997. године покренуло Југословенско друштво термичара (сад Друштво термичара Србије). Од 2003 године у уређивању часописа учествује и Регионални уређивачки одбор који чине по један представник из шест балканских земаља.

### Периодичност излажења
Часопис излази шест пута годишње.

## Уредници
Главни и одговорни уредник је проф. др Симеон Ока, научни саветник Института за нукеларне науке Винча (у пензији). Поред главног и одговорног уредника, часопис уређује Национални уређивачки одбор од 12 чланова. Ради достизања међународног нивоа радова, и достизања међународног нивоа рецензија о уређивању и квалитету часописа брине Регионални уређивачки одбор који чине 12 истакнутих научника из региона и International Advisory board, који чине 45 истакнутих светских научника из више различитих области науке.
- Проф. др Симеон Ока
- Др Вукман Бакић
- Др Мирослав Сијерчић
- Проф. др Владимир Стевановић
- Проф. др Ненад Миљић
- Проф Стојан Петровић
- Др Предраг Стефановић
- Проф. др Драгослава Стојиљковић
- Проф. др Маја Тодоровић
- Др Дејан Цветиновић
- Др Младен Илић
- Др Ненад Милошевић
- Др Милијана Паприка

## Аутори прилога
За часопис пишу еминетни стручњаци из земље, региона и иностранства.

## Теме
- Термодинамика и механика флуида
- Пренос топлоте и супстанције
- Турбулентни токови
- Сагоревање и хемијски процеси
- Једно- и више-компонентни и вишефазни токови, високотемпературски процеси с хемијским реакцијама
- Машинство, технологија, процесно инжењерство
- Термоенергетика и еколошко инжењерство
- Обновљиви извори енергије, одрживи развој и енергетска ефикасност

## Електронско издање часописа
Часопис нуди могућност прегледа и скидања чланака по принципу отвореног приступа. 

## Реферисање у базама података
- Web of Science
- Scopus
- Journal Citation Reports/ Science Edition